# Walfrid Hellman
Gustaf Walfrid Hellman, född 17 november 1883 i Badelunda församling, Västerås, död 7 oktober 1952 i Stockholm, var en svensk sportskytt och möbelsnickare. 
Han blev olympisk bronsmedaljör i Antwerpen 1920. Hellman hade möbelsnickeriverkstad i Sala och var från 1918 verksam i Stockholm. Han är gravsatt i Gustav Vasa kyrkas kolumbarium i Stockholm.